# مارن لو روا دو گومبرویل
مارن لو روا دو گومبرویل (به فرانسوی: Marin Le Roy de Gomberville) شاعر و نویسنده قرن هفدهم میلادی اهل فرانسه است.